# Jedlina (Mazovie)
Pour les articles homonymes, voir Jedlina.
Jedlina (prononciation : [ˈbɔrki]) est un village polonais de la gmina de Wiśniew dans le powiat de Siedlce de la voïvodie de Mazovie dans le centre-est de la Pologne.
Il se situe à 4 kilomètres à l'ouest de Wodynie (siège de la gmina), environ 28 kilomètres au sud-ouest de Siedlce (siège de le powiat) et à 66 kilomètres à l'est de Varsovie (capitale de la Pologne).

## Histoire
De 1975 à 1998, le village appartenait administrativement à la voïvodie de Siedlce.
Depuis 1999, il appartient administrativement à la voïvodie de Mazovie